# Kroatische U20-Eishockeynationalmannschaft
Die kroatische U20-Eishockeynationalmannschaft vertritt den Eishockeyverband Kroatiens im Eishockey in der U20-Junioren-Leistungsstufe bei internationalen Wettbewerben. Ihre bisher beste Platzierung waren fünfte Plätze bei den Turnieren der Division I 2010 bis 2012. 2024 spielte die Mannschaft erstmals seit 2013 wieder in der Division I.

## Geschichte

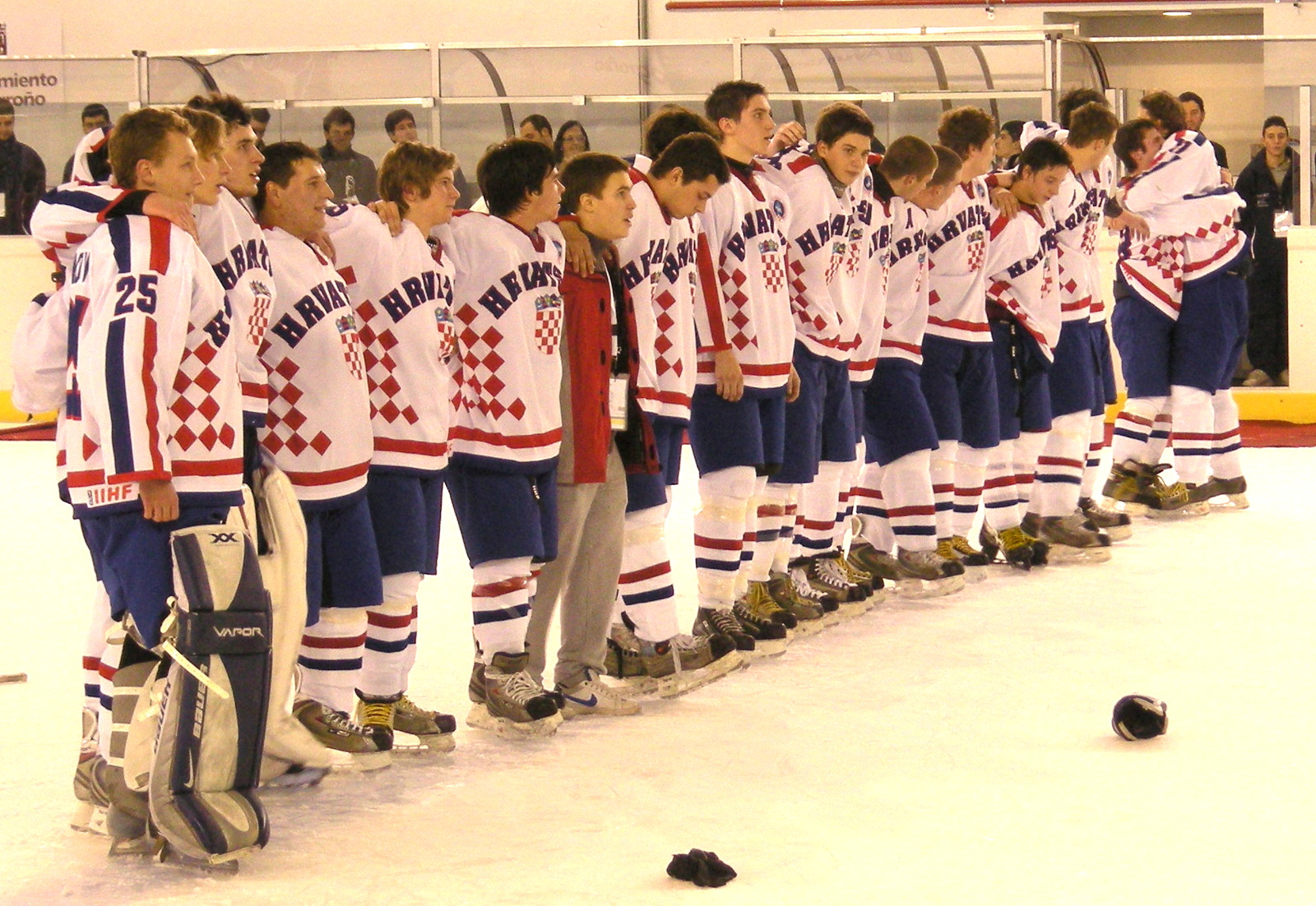
Die Auswahl Kroatiens bei der Division II der U20-Weltmeisterschaft 2009 in Spanien.

Das aus der ehemaligen jugoslawischen Auswahl hervorgegangene Team nimmt seit 1993 an Eishockeyweltmeisterschaften teil. Bis einschließlich 1998 deckte die U20-Nationalmannschaft den kompletten Juniorenbereich bei den Weltmeisterschaften ab, während die U19-Nationalmannschaft an den Junioren-Europameisterschaften teilnahm. Seit der Einführung der U18-Weltmeisterschaften 1999 vertritt die U20-Nationalmannschaft Sloweniens bei Weltmeisterschaften ausschließlich die Leistungsstufe der U20-Junioren.
Bei der Juniorenweltmeisterschaft 1996 gelang erstmals der Aufstieg in die C-Gruppe der Weltmeisterschaften. Nach der Umstellung auf das heutige Divisionensystem folgte dann 2002 der Sprung in die Division I, wo sich das Team vom Balkan allerdings nicht dauerhaft etablieren konnte. Lediglich von 2010 bis 2013 spielten die Kroaten einmal vier Jahre am Stück in der Division I. Seit dem Abstieg 2013 pendelt die Mannschaft zwischen der A- und der B-Gruppe der Division II. Bei der Weltmeisterschaft 2023 gelang nach zehn Jahren die Rückkehr in die Division I, der aber 2024 der sofortige Wiederabstieg folgte.

## WM-Platzierungen
- 1993 – Quali zur C-WM, 4. Platz
- 1994 – Quali zur C-WM, 3. Platz
- 1995 – C2-WM, 5. Platz
- 1996 – D-WM, 1. Platz
- 1997 – C-WM, 7. Platz
- 1998 – C-WM, 5. Platz
- 1999 – C-WM, 8. Platz
- 2000 – D-WM, 1. Platz
- 2001 – Div. II, 6. Platz
- 2002 – Div. II, 4. Platz
- 2003 – Div. I, 6. Platz
- 2004 – Div. II, 3. Platz
- 2005 – Div. II, 3. Platz
- 2006 – Div. II, 2. Platz
- 2007 – Div. II, 3. Platz
- 2008 – Div. II, 3. Platz
- 2009 – Div. II, 1. Platz
- 2010 – Div. I, 5. Platz
- 2011 – Div. I, 5. Platz
- 2012 – Div. IB, 5. Platz
- 2013 – Div. IB, 6. Platz
- 2014 – Div. IIA, 6. Platz
- 2015 – Div. IIB, 1. Platz
- 2016 – Div. IIA, 4. Platz
- 2017 – Div. IIA, 6. Platz
- 2018 – Div. IIB, 3. Platz
- 2019 – Div. IIB, 2. Platz
- 2021 – keine Austragung
- 2022 – keine Austragung
- 2023 – Div. IIA, 1. Platz
- 2024 – Div. IB, 6. Platz